# 櫻井慎也
櫻井 慎也（さくらい しんや）は、日本製工芸品のオンラインストアおよびショールームを運営する職人.com株式会社の創業者兼代表取締役。
富山県小矢部市出身。8歳から15歳までをシンガポールで過ごし、2003年に同志社大学商学部を卒業する。高砂香料工業に10カ月勤めたのち起業した。約130カ国を訪れている旅人でもある。